# Jeep Grand Cherokee
Le Jeep Grand Cherokee est un véhicule de type SUV du constructeur automobile américain Jeep vendu depuis 1992. La cinquième génération est lancée en 2021.

## Première génération (1992-1998)

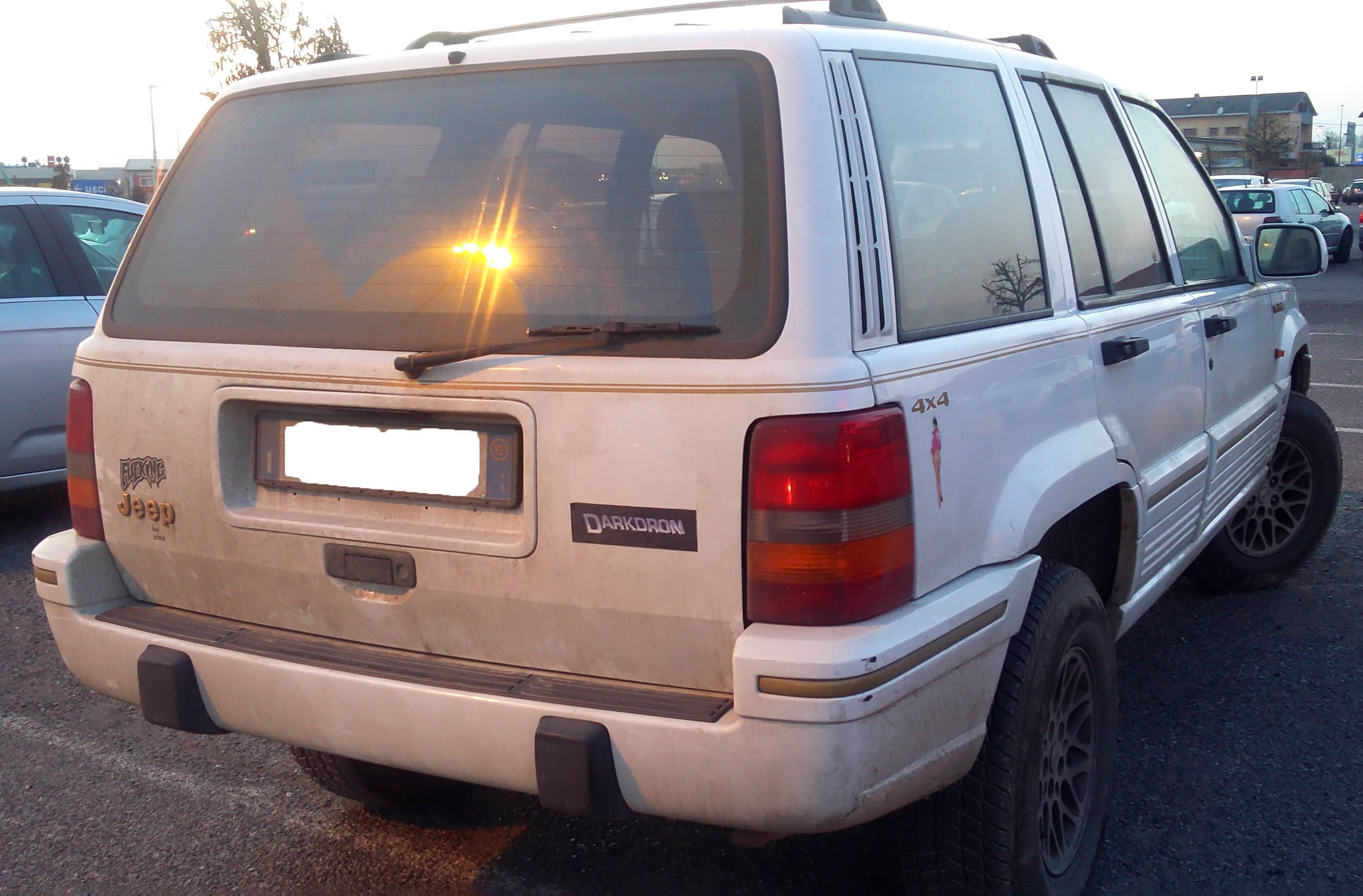
Arrière.

Le Jeep Grand Cherokee ZJ est la première génération des Grand Cherokee. 4x4 sortie de 1992 à 1997. Il remplaça le Jeep XJ. Le XJ fut finalement un franc succès, le ZJ censé le remplacer n'a donc pas eu ce rôle et a dû subir un restylage en phase 2. On les appellera donc XJ, Cherokee, et le ZJ Grand Cherokee.
Le XJ a perduré pendant toutes les années 90 subissant également des restylages. 

### Phase 1
L'histoire du Grand Cherokee remonte à 1983 lorsque AMC qui contrôlait Jeep à l'époque cherchait un successeur pour le Cherokee XJ. Il achète par Chrysler la date de sortie de la voiture de production dont le prototype était prêt en 1989. La voiture sortit finalement en 1992 en tant que concurrent direct du Ford Explorer au Salon de Détroit. La première version est appelée ZJ et elle est composée de 3 niveaux de finitions: la Base, Laredo et la Limited sont les meilleures. La voiture est restée en production jusqu'en 1999, avec une version restylée en 1995 lorsque le moteur et l'aspect général ont été améliorés. Le Grand Cherokee ZJ s'appelait aussi Grand Wagoneer en tant que finition haut de gamme.Les trois niveaux de finition base, Laredo et Limited comprennent un airbag conducteur et un dispositif antiblocage fonctionnant sur les quatre roues motrices. La version de base offre une boîte de vitesses manuelle à cinq rapports, une sellerie en tissu et une instrumentation complète. La version Laredo ajoute des protections latérales, des sièges mieux finis, des rétroviseurs électriques et le régulateur de vitesse. Le haut de gamme Limited bénéficie d’une boîte de vitesses automatique à quatre rapports, d’une sellerie cuir, de la climatisation, des sièges avant électriques et d’une installation audio renforcée. Dans le courant de l’année 1993 est commercialisé le Grand Wagonner qui reprend les équipements de la version Limited en y ajoutant une décoration latérale en vinyle imitation bois. Le Grand Cherokee reprend le moteur six cylindres en ligne essence de 4 litres et 184 chevaux qui anime le Cherokee. Il est aussi proposé avec un tout nouveau moteur V8 essence de 5,2 litres et 215 chevaux qui porte la capacité de remorquage à 3 tonnes et rend le Grand Cherokee idéal pour tracter une caravane Airstream. Quatre transmissions sont disponibles. La première, baptisée « Command Trac » est une transmission 4×4 enclenchable montée sur les versions de base et Laredo. La deuxième, baptisée « Selec Trac » est une transmission 4×4 permanente, avec possibilité de rouler en propulsion uniquement, montée en option sur la version Laredo. La troisième, baptisée « Quadra Trac », est une stricte transmission 4×4 permanente montée en option sur la version Laredo et en série sur les versions Limited et Grand Wagoneer, accouplée à une boîte de vitesses automatique à trois rapports plus overdrive. Un peu plus tard est commercialisée une version Laredo deux roues motrices avec le moteur six cylindres. La suspension « Quadra Coil », composée de deux essieux rigides suspendus chacun par quatre bras et deux ressorts hélicoïdaux, donne au Cherokee de très bonnes aptitudes au tout-terrain et aux longs parcours routiers. Succédant à Renault, Sonauto reprend l’importation en France des Jeep à partir de janvier 1993. Quatre versions du Grand Cherokee sont commercialisées. Les Grand Cherokee Laredo, Laredo Luxe et Limited sont dotés du moteur six cylindres tandis que le Grand Cherokee Limited V8 hérite du bloc de 5,2 litres. Pour l’année 1994, la version Limited adopte les freins à disques à l’arrière. Des barres de renfort sont intégrées dans les portières, l’installation audio est améliorée, les sièges arrière reçoivent des appui-tête et un toit ouvrant électrique est disponible en option. La finition de base est rebadgée SE et le Grand Wagonner est abandonné.
En France, place est faite au Luxe. Seules les deux versions Limited 6 cylindres ou V8 sont disponibles. À partir d’octobre 1994, les modèles européens sont désormais assemblés chez Steyr-Daimler-Puch à Graz en Autriche. 
Au niveau de la structure, on note que le Grand Cherokee repose sur une carrosserie monocoque et autoporteuse. Sur les générations précédant le restylage de fin 1998, les "ZJ", la carrosserie se "vrille" en usage tout-terrain intensif. Pour le constater, il suffit de regarder les encadrements de portes ou de vérifier si le hayon ferme correctement. Les modèles turbo diesel sont davantage concernés, les motorisations essence étant moins utilisés en tout-terrain. Sur les "WJ" (après restylage), la coque est plus rigide : ils souffrent donc moins de ce mal.
Sur le plan mécanique, le moteur 4 litres 6 cylindres est de loin le plus fiable. On relève quelques suintements d'huile, sans conséquences notables sur la longévité du moteur, et plus rarement d'occasionnels problèmes de pompe à eau, peu après les 100 000 km. Ce moteur en fonte à la réputation d'être "bulletproof". Conçu pour vous emmener d'un point A à un point B sans jamais vous faire défaut. Prévu pour faire 500 000 km sans ouvrir le bloc. On notera tout de même une faiblesse du collecteur d'échappement qui se fêle, le remplacer par un collecteur en inox est la solution. Le catalyseur lâche vers 300 000 km. Ce moteur accepte parfaitement l'éthanol d'origine, notez que remplacer les injecteurs d'origine par des Bosch 330cc 4 jets fiabilisera votre 6 cylindres. Les moteurs 5.2 V8 vieillissent particulièrement mal : les amateurs de Grand Cherokee ont coutume de dire qu'ils s'usent trois fois plus rapidement que les 4 litres !  On note fréquemment, sur ces modèles, de sérieux problèmes de pont, se traduisant par un bruit important, et pouvant aller jusqu'à la casse en cas d'utilisation intensive en tout-terrain évidemment. Un problème qui affecte également les 4.7 V8, dont l'endurance est par ailleurs satisfaisante. Bannissez les 5.9 V8 (séries limitées "High Output" modèles 98 et 99), techniquement dérivés des 5.2 et devant supporter un meilleur rendement : la mécanique est davantage "poussée" et s'use encore plus prématurément, sans compter la consommation gargantuesque…
Quant aux moteurs turbo diesel, d'origine VM, les maux affectant les 2.5 (4 cylindres) et les 3.1 (5 cylindres) sont identiques. Il s'agit de faiblesses de joints de culasse, notamment sur les premiers exemplaires (début 1996), ainsi que de durits et de colliers de serrage touchant les circuits de refroidissement et d'huile. Les problèmes surviennent aux alentours de 80 000 km. D'autre part, ces moteurs souffrent également de faiblesses au niveau de la batterie et de l'alternateur.
Les problèmes de pont qui affectent les "gros" V8 sont connus des passionnés et résultent d'un usage tout-terrain sévère. Ils sont notamment consécutifs à des forts "coups de gaz" lors des reprises d'adhérence, et peuvent concerner tous les modèles ayant régulièrement été utilisés hors du bitume, et concerne d'ailleurs presque tous les 4×4 utilisés intensivement. La Jeep Cheerokee reste une valeur sûre.
Sur les plans de la finition et des équipements, on note que le cuir des versions Limited est d'une grande qualité, il peut paraître encore neuf après 20 ans si bien entretenu, les garnitures manquant d'épaisseur peuvent faire défauts au siège conducteur notamment, mais cela reste des fauteuils de salon conçus pour vous mettre dans le confort absolu pour avaler la route 66 ! Sur les Laredo, les boucliers et les protections latérales, des éléments non peints et "bruts de plastiques", s'altèrent notablement avec le temps. Un coup de décapeur thermique ou Polytrol arrangera cela. Enfin, le Grand Cherokee souffre de dysfonctionnements chroniques au niveau des équipements et accessoires électriques, principalement en ce qui concerne la commande de phares, et surtout l'ordinateur de bord principal qui tous deux souffrent de soudures trop « faibles » d'usine. Les symptômes sont : remise à zéro de l'odb, dysfonctionnements globaux des appareils. Système sono : les H.P sur les systèmes limited ont leurs membranes qui partent en morceaux au fil des années. Relativement normal en 25 ans.
Système de freinage : les porte-étriers se font ronger par les plaquettes de freins et celles-ci creusent un sillon dans l'acier qui gène le bon fonctionnement du frein. Pour régler ce problème, il faut souder et ajouter de la matière puis meuler.
Étriers : grippage fréquent des étriers de frein, faire attention à l'état du liquide, mettre que du DOT 4, remplacer le piston si besoin.
Boîte de vitesses automatique, n'utiliser uniquement que du Mopar atf+4 pour la vidange, ne pas hésiter à remplacer les solénoïdes pour plus de fiabilité ainsi que la crépine, filtre. Niveau à chaud, frein à main, position Neutre.

### Phase 2
Pour l’année 1995, les freins à disques à l’arrière sont montés sur toute la gamme. Le couple du moteur V8 est sensiblement amélioré. Les vitres latérales et arrière sont teintées plus sombre. Deux options font leur apparition : le siège enfant intégré et la vitre arrière amovible. La finition Limited est disponible en deux roues motrices avec le moteur six cylindres. En réponse à Ford avec son Explorer Eddie Bauer, Jeep présente le Grand Cherokee Orvis qui revêt une peinture verte soulignée de rouge et d’or et qui reçoit un intérieur vert et champagne souligné de rouge.
Le Grand Cherokee bénéficie de nombreuses améliorations pour 1996 et devient le modèle ZG.
La motorisation six cylindres est retravaillée dans le sens d’une meilleure insonorisation et d’un couple plus important. Par rapport au précédent V8, l’arbre à cames est modifié, le moteur gagne deux chevaux et le couple diminue d’un mkg. Les deux premiers rapports de la boîte automatique sont raccourcis et l’énorme couple évite d’avoir à rétrograder en montagne. Les points de maintenance sous le capot sont surlignés de jaune.
La transmission On Demand Quadra Trac transmet d’abord toute la puissance aux roues arrière. La puissance ne se répartit entre les deux essieux à l’aide d’un différentiel central épicycloïdal à visco-coupleur que lorsque les circonstances l’exigent. Ce système se coupe dès que la boîte courte est enclenchée pour revenir à un blocage mécanique du différentiel.
La calandre perd une ouverture pour un total de sept. Les roues, les boucliers et les protections latérales sont redessinés. Les plaques désignant le modèle sont déplacées des ailes vers les portières avant. Les feux de brouillard sont intégrés au pare-chocs. L’intérieur reçoit de nouveaux sièges, une nouvelle planche de bord dotée de deux airbags et des ceintures ajustables. La finition Limited reçoit une direction à assistance variable, une télécommande de l’installation audio au volant, des rétroviseurs intérieur et extérieur basculant automatiquement en position nuit, un système de mémorisation pour deux personnes de la position du siège conducteur, des rétroviseurs et des stations radio et en option des sièges chauffants à l’avant. La transmission Command Trac et la finition SE sont abandonnées sur les modèles américains.
Afin de relancer la carrière commerciale du Grand Cherokee, le début de l’année 1996 est marqué par le retour de la version Laredo dotée d’un moteur quatre cylindres Turbo Diesel VM de 2,5 litres développant 115 chevaux accouplée à une transmission 4×4 enclenchable Command Trac. Pour 1997, le moteur V8 est disponible sur les Grand Cherokee deux roues motrices. Le dispositif antiblocage est revu pour offrir une plus grande souplesse de fonctionnement. La qualité de la moquette est améliorée. De nouveaux coloris tels Deep Amethyst Pearl et Bright Platinum sont introduits. Est dévoilée une version TSi avec des roues de 16 pouces chaussées en 225/70 R 16, un intérieur cuir et une installation audio haut de gamme. En France, la version 6 cylindres disparaît et les modèles commercialisés sont les Grand Cherokee Turbo Diesel en finitions Laredo ou Limited ainsi que le Grand Cherokee Limited V8. Fin 1997, la transmission On Demand Quadra Trac équipe tous les modèles. Pour l’année 1998 est dévoilée une version dotée d’un bloc de 5,9 litres fort de 237 chevaux qui catapulte le Grand Cherokee de 0 à 100 km/h en seulement 7,3 secondes et qui en fait le SUV le plus rapide du marché. Cette version se distingue par ses grilles sur le capot, sa calandre, ses roues et sa sellerie cuir spécifiques et son installation audio de 180 W. Les autres versions reçoivent un éclairage sous le capot et un nouveau système antidémarrage. La finition Orvis sort du catalogue.
La gamme française de l’année précédente est reconduite avec les Grand Cherokee TD TSi, TD Limited et Limited V8 bientôt remplacé par le V8 5,9 litres LX en série numérotée.
Le WJ succède au Zj/Zg l’année suivante.

## Deuxième génération (1998-2005)

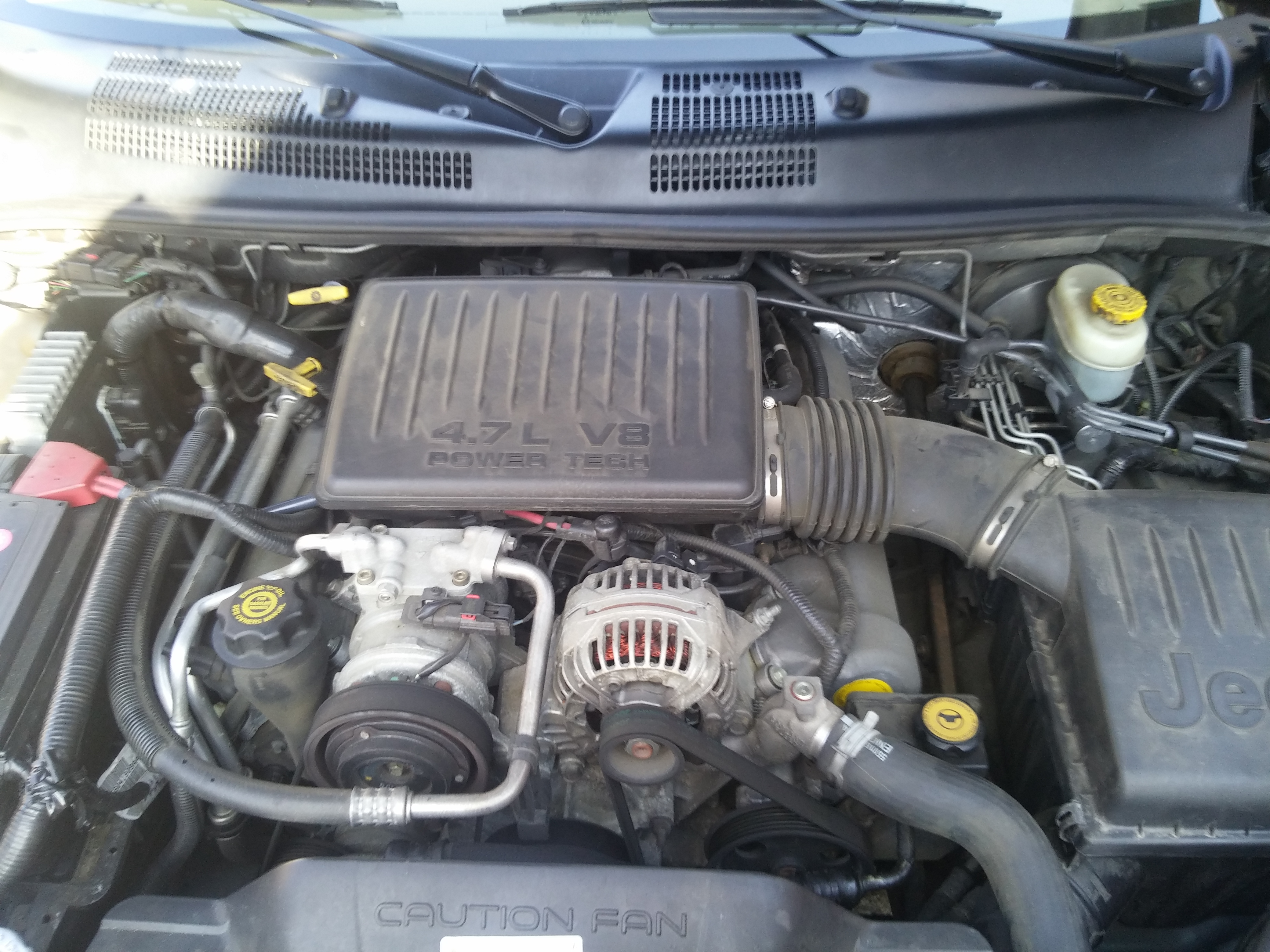
4.7 Powertech engine Jeep WJ

### Phase 1
Le Jeep Grand Cherokee WJ est la seconde génération du 4x4 lancée de 1997 à 2005. Elle fut restylée en février 2003. Le Jeep WJ fut le premier modèle équipé du "Next Generation Magnum" appelé plus simplement : Power-tech.
C'était un rebadgeage complet de la voiture au point que le nouveau modèle ne partageait que 127 parties avec l'original. Tout d'abord, la structure a été raidie par Porsche Engineering pour une meilleure direction et le moteur est disponible avec un PowerTwch V8 avec des caméras simples en aluminium et une prise en plastique. Ce moteur était plus léger et a donc amélioré l'économie de carburant. La transmission a également été remplacée par le nouveau système appelé "Quadra-Drive", avec un triple verrouillage différentiel et trois embrayages visqueux.

## Troisième génération (2004-2010)

### Phase 1
Le Jeep Grand Cherokee WK est la troisième génération du 4x4 lancée de 2005 à 2011. Elle fut restylée en 2008. Ses caractéristiques principales incluent la Quadra-Drive II à quatre roues motrices et un moteur 5.7 Hemi V8 optionnel. Les finitions ont également été maintenant améliorées en pointant vers un marché plus luxueux. Mais cela ne signifie pas que le Grand Cherokee a perdu sa robustesse. Jeep a pris soin d'améliorer les capacités hors route de la voiture. La suspension a été modifiée à partir de l'essieu direct avec les bras d'attaque avec les doubles fourchettes. Toutefois, bien que cette modification ait assurée une conduite plus fluide sur un terrain accidenté, de nombreux aficionados hors route se sont plaints que la voiture a mal géré sa faible vitesse tout en manœuvrant sur des sols inégaux.

## Quatrième génération (2010-2021)
Le Grand Cherokee WK2 est présenté au Salon de l'automobile de New York d'avril 2009. La voiture arrive durant la période la plus noire de l'industrie automobile américaine et de son constructeur, Chrysler, lequel, en faillite, se met sous la protection du fameux Chapter 11 le 30 avril 2009. La gestion du constructeur passe sous le contrôle du Gouvernement fédéral des États-Unis et, pour assurer la restructuration et la reprise du groupe, le Président des États-Unis Barack Obama choisit le groupe italien Fiat en juin 2009.
Pendant cette période trouble, les projets sont gelés dont celui du Grand Cherokee et sa commercialisation ne débute qu'au printemps 2011. La sortie de ce nouveau modèle est suivie avec un intérêt particulier ; c'est le premier modèle du groupe Chrysler lancé sous la direction de Fiat, lequel deviendra Fiat Chrysler Automobiles.
En 2010, les tests de sécurité ont été conduits par le NHTSA ; le Cherokee a obtenu 4 étoiles sur 5.

### Version européenne
La commercialisation en Europe de la quatrième génération du Grand Cherokee débute en février 2011. À cette occasion, la direction commerciale de Fiat a complètement réorganisé le réseau commercial et de distribution. Fiat a aussi mis fin aux contrats en vigueur avec l'autrichien Magna Steyr qui fabriquait les Grand Cherokee destinés au marché européen, et recentre la production du nouveau modèle uniquement aux États-Unis en garantissant l'importation du véhicule complet.
Les offres de motorisation sont complétées avec un nouveau moteur Diesel V6 des filiales Fiat Powertrain Technologies et VM Motori. Il s'agit du VM A630, un six-cylindres en V avec un angle de 60°, de 3 litres de cylindrée développant une puissance de 241 ch à 4 000 tr/min et un couple de 550 N m disponible de 1 800 à 2 800 tr/min. Ce moteur est équipé du dernier système d'injection Common Rail Multijet 2 de Magneti-Marelli à géométrie variable (le Cherokee est aussi disponible avec ce moteur dont la puissance a été réduite à 190 ch). Ce nouveau moteur présente une évolution notable par rapport au moteur Mercedes-Benz qui équipait le modèle précédent, lequel ne développait que 218 ch avec une consommation dépassant les 10,3 litres/100 km, soit 2 litres de plus que le VM-Fiat.
Avec ce modèle, la marque américaine Jeep inaugure son entrée dans le réseau de distribution européen de Fiat Group Automobiles-FGA et devient la huitième marque du groupe italien aux côtés d'Alfa Romeo / Lancia, Fiat / Abarth, Fiat Professional, Ferrari et Maserati.

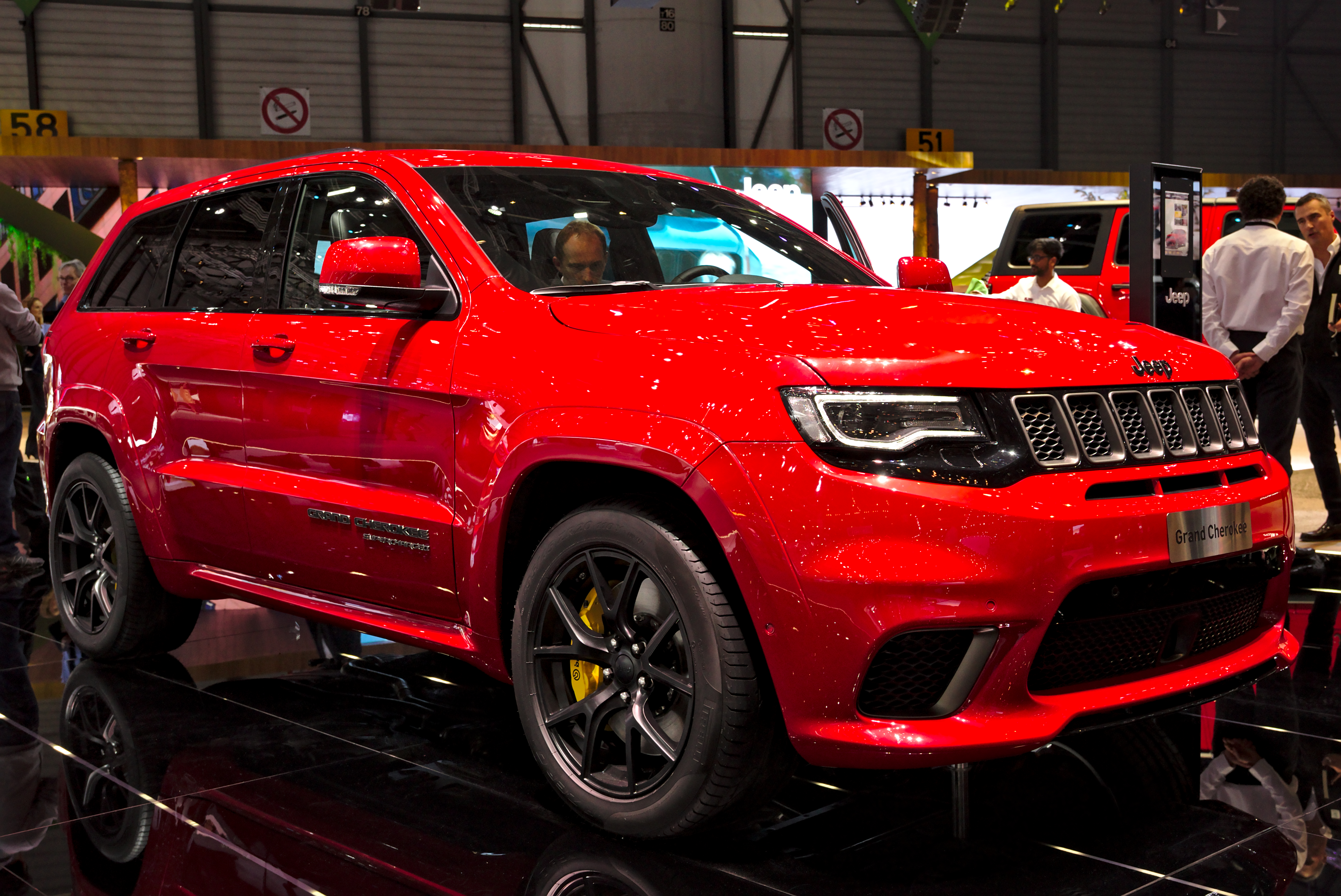
Jeep Grand Cherokee Trackhawk

En 2017, Jeep dévoile la version sportive du Grand Cherokee, le Grand Cherokee Trackhawk avec un moteur V8 6.2 de 707 ch repris de la Challenger Hellcat le faisant à ce jour, le SUV le plus puissant du monde. Reprenant les spécifications du SRT (V8 6.4 468ch), il se démarque par quatre sorties d'échappement produisant un son étudié, son freinage Brembo, ses jantes noires de 20 pouces, sa suspension réglable et son bouclier avant légèrement modifié avec de nouvelles prises d'air.

### Motorisations
| Modèle         | Disponibilité | Moteur                             | Cylindrée (cm3) | Puissance       | Couple maxi (N m) | Émissions CO2 (g/km) | 0–100 km/h (secondes) | Vitesse maxi (km/h) | Consommation moyenne (L/100 km) |
| 3,6 L V6       | début         | Essence V6 - Chrysler Pentastar    | 3 604           | 210 kW (286 ch) | 347               | 265                  | 9,1                   | 206                 | 11,3                            |
| 5,7 L V8       | début         | Essence V8 - Chrysler Hemi         | 5 654           | 259 kW (352 ch) | 520               | 327                  | 8,7                   | 225                 | 14                              |
| 6,4 L V8       | 2012          | Essence V8 - Chrysler Hemi         | 6 417           | 350 kW (470 ch) | 630               | 381                  | 4,9                   | 257                 | 14                              |
| 3 L CRD V6 190 | début         | V6 Diesel Multijet 2 FPT-VM Motori | 2 987           | 140 kW (190 ch) | 440               | 218                  | 10,2                  | 191                 | 8,3                             |
| 3 L CRD V6 240 | début         | V6 Diesel Multijet 2 FPT-VM Motori | 2 987           | 177 kW (241 ch) | 550               | 218                  | 8,2                   | 202                 | 8,3                             |
| 3 L CRD V6 250 | 2014          | V6 Diesel Multijet 2 FPT-VM Motori | 2 987           | 184 kW (250 ch) | 570               | 198                  | 8,2                   | 202                 | 7,5                             |

## Cinquième génération (2021-)
La cinquième génération (WL) du Grand Cherokee est dévoilée le 7 janvier 2021 en version sept places, le Grand Cherokee L. La version 5 places est révélée plus tard. Cette version L est par ailleurs inspirée du concept de la Jeep Grand Wagoneer dévoilée en 2020. Il est prévu pour le second trimestre 2021 et il est assemblé à la Jefferson North Assembly Plant et à la Mack Avenue Assembly à Détroit. Il est basé sur la plateforme technique utilisée pour l'Alfa Romeo Giulia et l'Alfa Romeo Stelvio. L'empattement du Grand Cherokee L mesure 175 mm (6,9 po) de plus que le modèle standard, et il est équipé d'une suspension avant indépendante et d'une suspension arrière multibras.

### Finitions
Finitions du Jeep Grand Cherokee à son lancement en France :
- Limited
- Trailhawk
- Overland
- Summit Reserve

#### Séries spéciales
- Exclusive Launch Edition (édition de pré-lancement en France, février 2022)
- L Black Package (Etats-Unis, 2022)[8]